# Dekanat Świdnica-Zachód

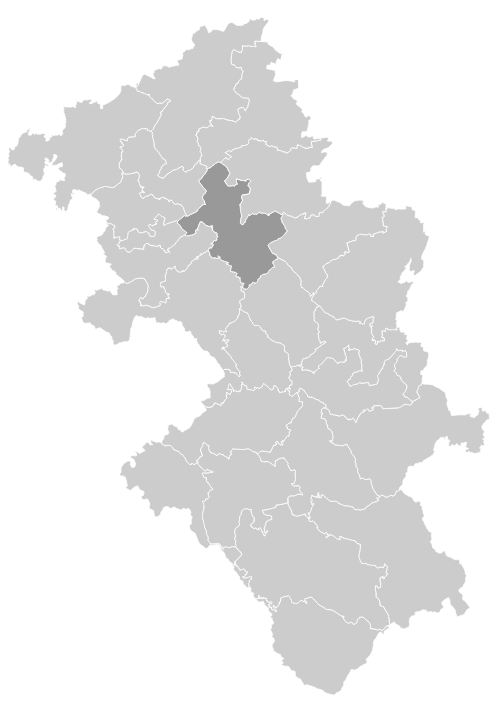
Położenie na mapie diecezji

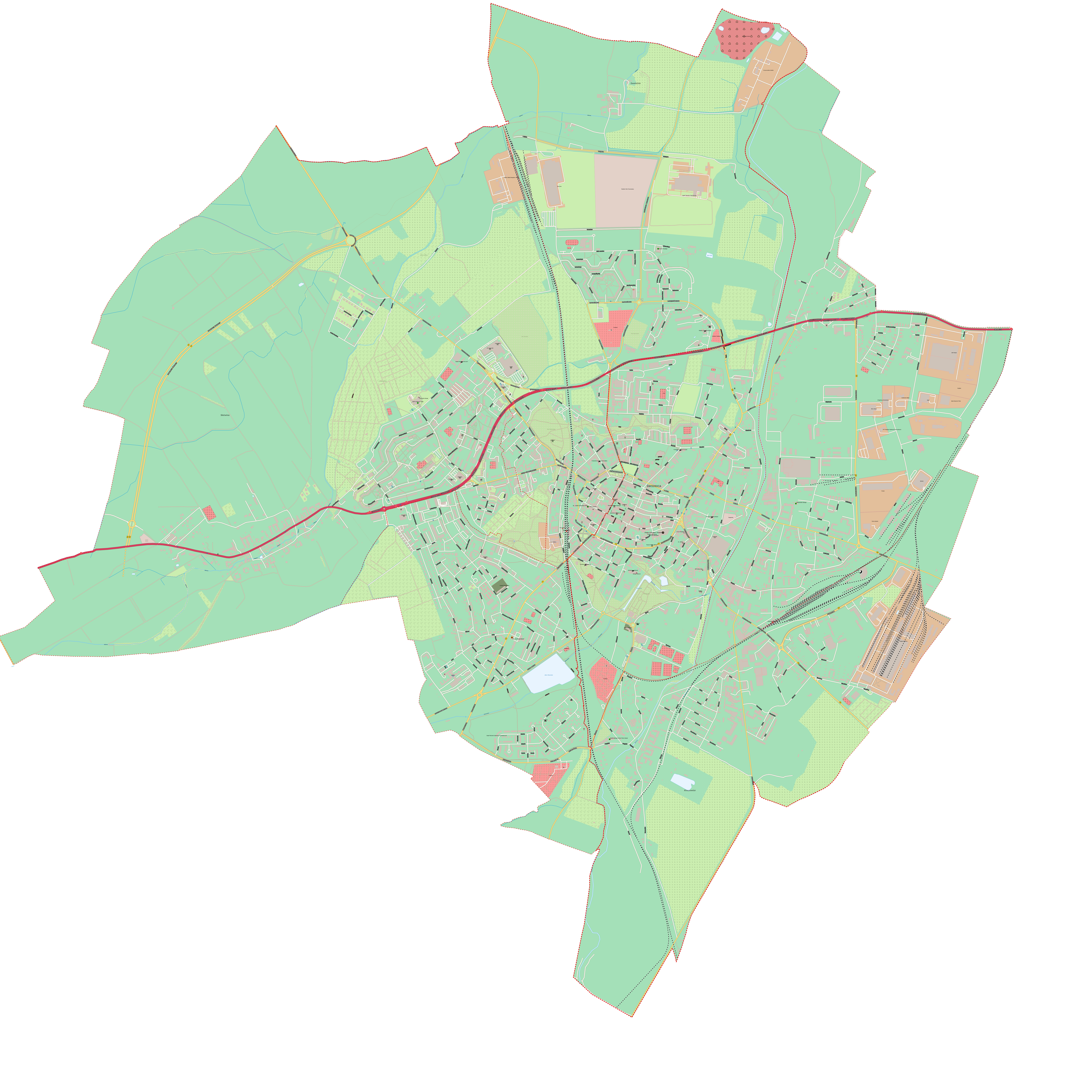
Podział Świdnicy na parafie

Dekanat Świdnica-Zachód – jeden z 24 dekanatów w rzymskokatolickiej diecezji świdnickiej.
Dekanat znajduje się na terenie województwa dolnośląskiego, w powiecie świdnickim. Jego siedziba miała miejsce w Świdnicy, w kościele św. Andrzeja Boboli. Do 28 czerwca 2013 dziekanat był w kościele NMP Królowej Polski, gdzie w chwili obecnej jest ponownie.

## Parafie i miejscowości
W skład dekanatu wchodzi 10 parafii:

### parafia Wniebowzięcia NMP
- Burkatów
- Bystrzyca Dolna → kościół filialny św. Józefa
- Bystrzyca Górna → kościół parafialny
- Lubachów
- Złoty Las

### parafia NMP Częstochowskiej
- Bojanice → kościół parafialny
- Jakubów
- Makowice → kościół filialny św. Katarzyny
- Opoczka

### parafia św. Anny
- Boleścin → kościół filialny św. Józefa
- Grodziszcze → kościół parafialny
- Krzczonów → kaplica cmentarna NMP Bolesnej
- Krzyżowa → kościół filialny św. Michała
- Wieruszów

### parafia Przemienienia Pańskiego
- Lutomia Dolna → kościół parafialny
  - Mała Lutomia
  - Stachowiczki
- Lutomia Górna
- Stachowice

### parafia św. Michała
- Milikowice → kościół parafialny
- Stary Jaworów → kościół filialny Niepokalanego Poczęcia NMP
- Witków → kościół filialny NMP Fatimskiej

### parafia Ducha Świętego
- Świdnica → kościół parafialny
- Zawiszów

### parafia NMP Królowej Polski
- Słotwina
- Świdnica → kościół parafialny

### parafia św. Andrzeja Boboli
- Świdnica → kościół parafialny

### parafia św. Józefa Oblubieńca NMP
- Świdnica → kościół parafialny

Na terenie tej parafii znajduje się Dom Księży Emerytów Diecezji Świdnickiej.

### parafia Nawiedzenia NMP
- Komorów
- Pogorzała
- Witoszów Dolny → kościół parafialny
- Witoszów Górny

Powyższy wykaz przedstawia wszystkie miasta, wsie oraz dzielnice miast, przysiółki wsi i osady w dekanacie.